# Dominique Van den Bergh
Pour les articles homonymes, voir Vandenberg.
Ne doit pas être confondu avec Dominique Vandenberg.
Dominique Van den Bergh, née le 20 mars 1962 à Anvers, est une plasticienne, peintre, autrice de bande dessinée alternative et enseignante belge francophone.

## Biographie

### Jeunesse et formation
Dominique Van den Bergh naît le 20 mars 1962 à Anvers,. 
Elle est diplômée de l’École des Arts visuels de La Cambre en 1986, elle est professeure et y enseigne le dessin de 1988 à 2024,.
Peintre d'abord, elle réalise de nombreuses peintures sur bois et sur toile de grandes dimensions. Depuis 2004, elle se consacre au dessin, réalise la série Black stories in White, et poursuit un travail au lavis et mine de plomb. Elle expose notamment, à la Galerie Quadri (en 2007, 2009 et L’Empreinte de l’autre (2012)), Ah! l'amour ! au centre d'art contemporain de Bastogne (2009), à l’Institut supérieur pour l'étude du langage plastique (ISELP) dans le cadre de l’exposition DressCode, où les codes insinués par les pièces de tissus sculptés sont mis en évidence aux côtés d'Élodie Antoine, et à la Librairie Quartiers Latins, l'actuelle Maison CFC (2009), Le Jardin nu au Centre culturel Jacques Franck à Saint-Gilles (2010). En collaboration avec Anne De Roo qui réalise l'installation sonore et écrit les textes, elle expose La Nuit je cherche l’eau à la Maison des Arts de Schaerbeek en 2011,. Ce projet en commun débouchera sur la publication du livre éponyme aux éditions Esperluète en 2012.   
Elle a exposé dans plusieurs galeries (Artitude Rivoli, Albert Dumont, Espace D) et dans différents centres d’art .
En 2008, elle participe à l'exposition Alternative Chaos sous le commissariat d'Erwin Dejasse en collaboration avec Jean-Marie Derscheid sous l’égide du WBI à la Galerie 37 d'Haarlem où elle expose une robe et des chaussures en papier devant une séquence narrative de dessins où figurait une petite fille portant semblables robe et chaussures, l’installation prolongeant la bande dessinée et réciproquement. 
L'année suivante, l'exposition collective à la galerie Twilight Zone, organisée dans le cadre de L'Art dans la ville à Tournai retient l'attention de Claude Lorent de La Libre Belgique pour qui les quatre plasticiens « travaillent dans la subtilité et la distanciation ». 
En 2016, a lieu la rencontre entre l'art numérique et sonore du collectif VOID et les lavis à l’encre de Chine de Dominique Van den Bergh à la maison culturelle d'Ath,.
En 2021, elle compte déjà plus d'une vingtaine d'expositions présentées essentiellement à Bruxelles. Elle accroche aux cimaises Alliances secrètes à Jambes. Guy Gilsoul, journaliste du magazine Focus Vif écrit à propos d'Alliances secrètes : « […] règne dans cette œuvre de Dominique Van den Bergh (°1962) une fixité, une suspension du temps, une impression d’incommunicabilité et un recours à l’image plutôt qu’au dessin qui ont été largement exploité par les tenants de cette école. Il n’est pas étonnant du coup que l’artiste ait d’abord été défendue par la galerie Quadri dont on sait la fidélité à cette mouvance. Or, rien n’est plus éloigné du Surréalisme et de la poésie que le parcours proposé en ce moment à la galerie Détour. ». Elle revient en 2022 à l'Orangerie de Bastogne avec son amie Danièle Aron et présente Le Bruit du Silence dont les œuvres dialoguent dans un univers mystérieux et végétal. 

### En bande dessinée
Elle publie ses deux premiers romans graphiques À ce corps en 2007 et L'Odeur de la couleur du lièvre en 2009 aux éditions La Cinquième Couche. Il est suivi d'un troisième livre dans la même maison d'édition : Desiderio en 2011. L’autrice y enchaîne de courts récits muets sur le mode du conte. 

### Vie privée
Elle vit et travaille à Bruxelles.

## Œuvres

### Publications

#### Romans graphiques
- À ce corps, La Cinquième Couche, Bruxelles, 2007
Scénario et dessin : Dominique Van den Bergh - Couleurs : noir et blanc -  (ISBN 978-2-930356-37-2) — texte d'Anne Depièreux.
- L'Odeur de la couleur du lièvre, La Cinquième Couche, Bruxelles, octobre 2009
Scénario et couleurs : Dominique Van den Bergh - Dessin : noir et blanc -  (ISBN 978-2-930356-48-8)
- Desiderio, La Cinquième Couche, Bruxelles, 3 octobre 2011
Scénario et dessin : Dominique Van den Bergh - Couleurs : noir et blanc -  (ISBN 978-2-930356-71-6)

#### Illustration
- Anne De Roo et Dominique Van den Bergh (ill.), La Nuit je cherche l'eau, Noville-sur-Mehaigne, Esperluète, coll. « Cahiers », 26 octobre 2020, 26 p., ill.; 20 cm (ISBN 978-2-35984-031-5)

### Expositions

#### Expositions individuelles
- Contes de la transparence[18],[19], Galerie Quadri de Ben Durant, Forest, du 24 janvier au 17 février 2007.
- Ah l'amour[4],[20] !, installation : Élodie Antoine, L'Orangerie, Bastogne, du 14 février au 8 mars 2009
- Réminiscences[21], Galerie Quadri, Forest, du 19 août au 12 septembre 2009.
- La Nuit je cherche l’eau[7], avec Anne De Roo, Maison des Arts de Schaerbeek, du 11 mars au 15 avril 2011.
- L'Empreinte de l'autre[22], Galerie Quadri, Forest, du 14 mars au 7 avril 2012.
- Alliances secrètes[14],[23], Galerie Détour, Jambes, du 6 janvier au 20 mars 2021.
- Oculus[24],[25], galerie Artitude, Bruxelles, de septembre au 24 octobre 2016

#### Expositions collectives
- Alternative Chaos[9] sous le commissariat d'Erwin Dejasse en collaboration avec Jean-Marie Derscheid sous l’égide du WBI, Galerie 37, Haarlem, 2008
- DressCode[5], avec Élodie Antoine[6], L'art vestimentaire vu par des plasticiens, ISELP, Bruxelles, de juin au 25 juillet 2009
- Temps fugitifs[10],[26], Galerie Twilight Zone, Tournai du 4 octobre au 25 octobre 2009.
- Restrankil #4[27],[28], spécial bande dessinée, Apéro-zic les 20 et 21 avril, puis du 22 avril au 13 mai 2013 au Lycaon, Bruxelles.
- Fictions imprenables[29] avec Frédéric Coché et Gérard Depralon, Galerie Deleuze-Rochetin, Arpaillargues-et-Aureillac (Gard), 2014.
- Rumeur[11],[12], duo avec le collectif Void, Le Palace, Ath, 2016.
- En papier, sur papier[30], centre culturel de Ciney, en octobre 2016
- Derrière l’œil, médusée, en duo avec Emma Shoring[31], Galerie Dumont, Bruxelles, du 7 juin au 7 juillet 2019.
- Nos animaux les bêtes[32],[33], Galerie Juvénal, Huy, du 10 octobre au 14 novembre 2021
- La Naine blanche[34], Espace D, Etterbeek, du 1er octobre au 16 octobre 2022.
- Le Bruit du silence[15],[35],[36], en duo avec Danièle Aron, sous le commissariat de Gauthier Pierson, L'Orangerie, Bastogne, du 29 octobre au 4 décembre 2022.
- 50 ans Détour[37] en duo avec Céleste Joly, Galerie Détour, Jambes, du 11 octobre au 10 novembre 2023.
- 22e Biennale internationale Petit Format de Papier[38], Viroinval, du 31 août au 17 novembre 2024.
- Être soluble[39], avec Margaux Nieto et Marion Séhier, Galerie Mélissa Ansel, Bruxelles, 2024.

#### Livres
- Joaquim Hernandez-Dispaux, Ateliers imaginaires, Marilles, SOL Éditions, 2024, 89 p., ill. ; 20 cm (ISBN 978-2-9603481-0-1, présentation en ligne).

### Vidéographie
- [vidéo] « Dominique Van den Bergh - Alliances secrètes », sur YouTube, 7 janvier 2021